# Sása (Zvolen)
|  | No s'ha de confondre amb Sása (Revúca). |

Sása és un poble i municipi d'Eslovàquia que es troba a la regió de Banská Bystrica.

## Història
La primera menció escrita de la vila es remunta al 1332.

## Demografia
| Godina             | 1994 | 2004   | 2014   | 2024    |
| ------------------ | ---- | ------ | ------ | ------- |
| Nombre de persones | 889  | 951    | 933    | 830     |
| Diferència         |      | +6,97% | −1,89% | −11,03% |

| Godina             | 2023 | 2024   |
| ------------------ | ---- | ------ |
| Nombre de persones | 857  | 830    |
| Diferència         |      | −3,15% |